# Logradouro (Paraíba)
Logradouro  este un oraș în Paraíba (PB), Brazilia.